# Шерон (Масачусетс)
Шерон (енгл. Sharon) насељено је место без административног статуса у америчкој савезној држави Масачусетс.

## Демографија
По попису из 2010. године број становника је 5.658, што је 283 (-4,8%) становника мање него 2000. године.
| Група             | 2000.         | 2010.         |
| Белци             | 5.453 (91,8%) | 4.870 (86,1%) |
| Афроамериканци    | 146 (2,5%)    | 183 (3,2%)    |
| Азијати           | 184 (3,1%)    | 393 (6,9%)    |
| Хиспаноамериканци | 67 (1,1%)     | 106 (1,9%)    |
| Укупно            | 5.941         | 5.658         |